# パイドン
『パイドン』（パイドーン、古希: Φαίδων、古代ギリシア語ラテン翻字: Phaídōn、英: Phaedo）は、プラトンの中期対話篇。副題は「魂（の不死）について」。『ファイドン』とも。
ソクラテスの死刑当日を舞台とした作品であり、『メノン』に続いて想起説（アナムネーシス）が取り上げられる他、イデア論が初めて（理論として明確な形で）登場する重要な哲学書である。

## 構成

### 登場人物

#### 後代話者
- パイドン[4] - エリス出身のソクラテスの仲間、哲学者。ソクラテスの死後、故郷に帰り、エリス学派を創る。
- エケクラテス - プレイウス（古希: Φλειοῦς、英: Phlius）出身のピタゴラス派哲学者。

#### 回想部話者
- ソクラテス - 70歳、最晩年。
- パイドン
- クリトン - ソクラテスの旧友。
- シミアス - テーバイ出身のソクラテスの友人。テーバイではピタゴラス派哲学者ピロラオスに学ぶ[5]。
- ケベス - テーバイ出身のソクラテスの友人。テーバイではピタゴラス派哲学者ピロラオスに学ぶ[5]。
- クサンティッペ - ソクラテスの妻。
- 刑吏

### 年代・場面設定

プレイウスの位置。図中左側（西部）。

ソクラテス刑死からしばらく経った後のプレイウス（古希: Φλειοῦς、英: Phlius）にて。
パイドンが故郷エーリスへと帰る過程でこの地に滞在中、ピタゴラス派哲学者エケクラテスから、ソクラテスの臨終について尋ねられるところから、話は始まる。パイドンは、デロス島への船による延期の経緯（『クリトン』参照）を挟みつつ、ソクラテスの死刑執行の日の様子を、語り始める。
紀元前399年、ソクラテスの死刑執行当日。ソクラテスの仲間たちは、朝一番にソクラテスのいる牢獄へと詰めかける。そして、ソクラテスは、シミアス、ケベスと「魂」についての問答・対話を展開する。日暮れ近くになり、最後に、ソクラテスが毒杯をあおり、臨終するまでが描かれる。

## 内容

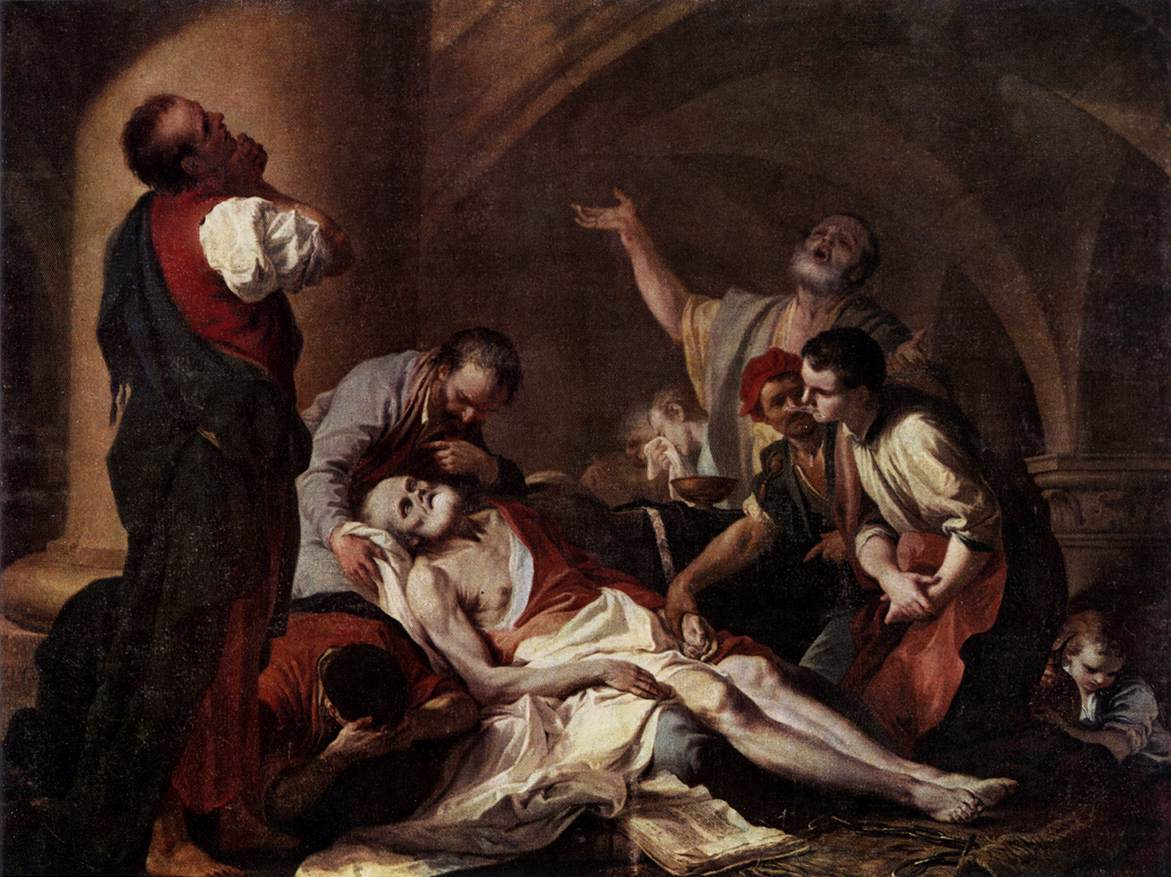
ジャンベッティーノ・チニャローニの絵画『ソクラテスの死』。

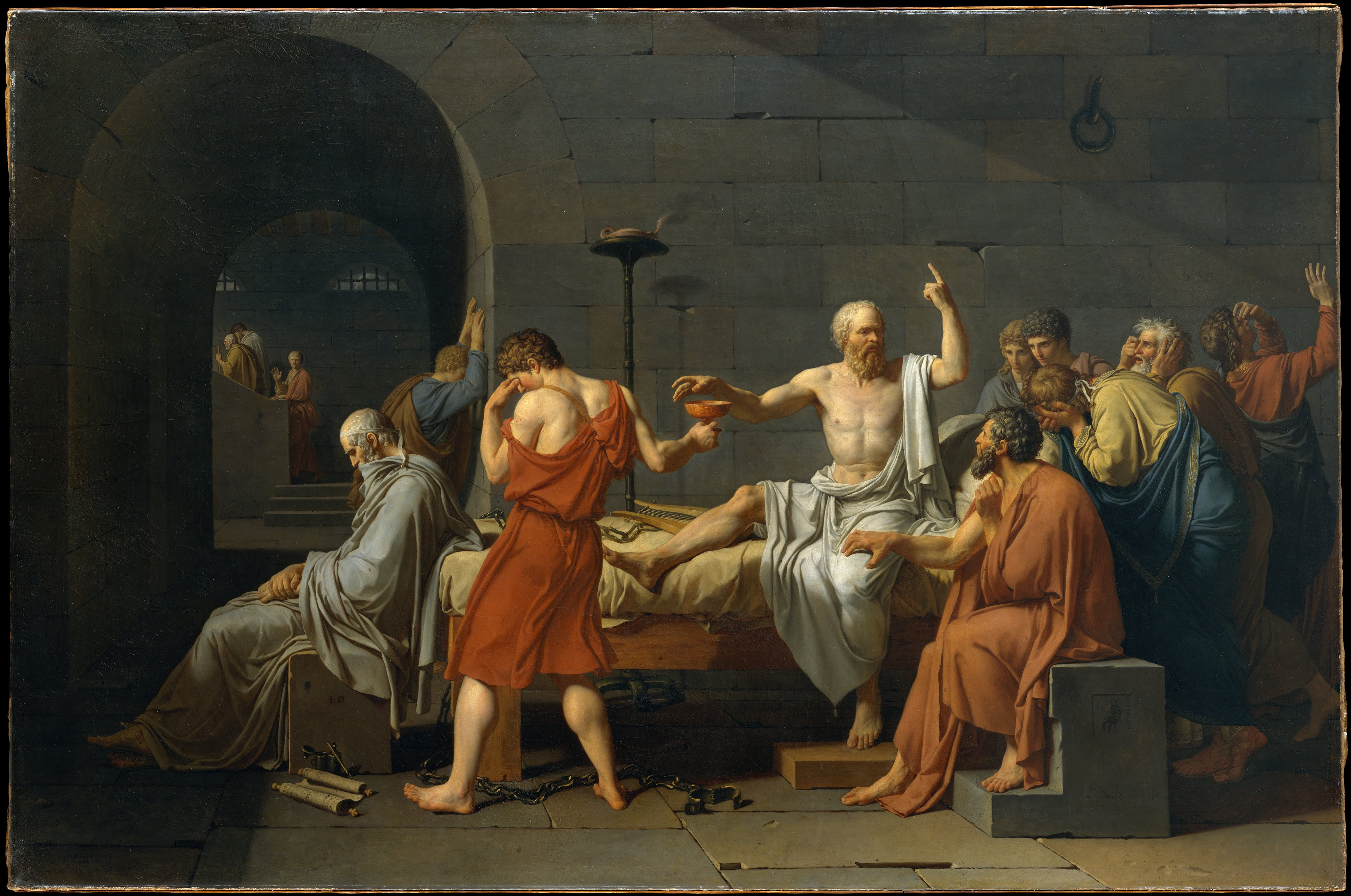
ジャック＝ルイ・ダヴィッドの絵画『ソクラテスの死』。毒杯を渡しているのは牢番。

師ソクラテス死刑の日に獄中で弟子達が集まり、死について議論を行う舞台設定で、ソクラテスが死をどのように考えていたか、そして魂の不滅について話し合っている。パイドンとはエリス学派の創設者である哲学者エリスのパイドンを指し、ソクラテス臨終の場に居合わせなかったピュタゴラス学派の哲学者エケクラテスに、その様子を語っているという設定でもある。
ちなみに、本篇の冒頭で言及される「哲学者（愛知者）の世間離れした生き様」については、『ヒッピアス (大)』『エウテュデモス』『パイドロス』などで簡単に言及される他、『ゴルギアス』や『テアイテトス』でも、本篇と同じくそれなりの文量を割いて、強調的に言及されている。

### 導入
パイドンはエケクラテスにソクラテスの死刑当日の様子を尋ねられ、デロス島への船によって死刑が延期になった経緯（『クリトン』参照）と、死刑当日にそこに居合わせた人々、すなわちアテナイ人ではアポロドロス、クリトブロス（クリトンの息子）、クリトン、ヘルモゲネス、エピゲネス、アイスキネス、アンティステネス、及びパイアニア区のクテシッポスとメネクセノスなど（プラトンは病欠）、テーバイからはシミアス、ケベス、パイドンデス、メガラからはエウクレイデスとテルプシオン等の名前を挙げながら、当日の様子を語り始める。
皆が朝一番に牢獄に向かうと、11人の刑務委員がソクラテスの足かせの鎖を外し、本日死刑が執行される旨を通知していた。その傍らに子供といた妻クサンティッペはパイドン等が入ってくるのを見ると大声で泣き始めたのでソクラテスはクリトンに彼女らを表に出すよう頼む。
ケベスが、牢獄に来てからのソクラテスがアイソーポス（イソップ）の物語を詩に作り替えたり、アポローンを称える讃歌を作っている理由をソフィストのエウエノスに尋ねられたので教えてほしいと問うと、ソクラテスはこの世を去る準備の一環としてムーシケー（文芸）を行うことを勧める夢に従ったことを述べ、エウエノスには、もし思慮ある哲学者ならできるだけ早く自分の後を追うよう伝えてほしいと言う。他方で自殺は許されないことだと人々に言われているので彼は自殺しないだろうとも言う。
シミアスとケベスがその真意を問い、死について問答が始まる。

### 「死」についての問答

#### 自殺禁止・冥府の希望
ソクラテスは「人間にとって死ぬことは生きることよりも例外なく無条件に善いことだが、それを自ら成すのは不敬虔であり、他者がそれを成してくれるのを待たねばならない」と言う。あきれて笑ってしまったケベスに対して、ソクラテスは「神々は我々を配慮する者であり、我々は神々の所有物の1つなのだから、その所有物が自分自身を殺せば、神々は腹を立て、処罰を加えようとする」と言う。ケベスはその「自殺禁止」の部分については同意しつつも、「その我々を配慮する最善の監督者である神の元を、最も思慮ある者である哲学者が喜んで去る（死ぬ）という先の主張はおかしい」と指摘する。シミアスもそれに賛同する。
ソクラテスはその理由は自分が「冥府にはこの世を支配する神々とは別の賢くて善い神々と、この世の人々より優れた死んだ人々がいる、そして善い人々には善い何かが待っている」という希望を持っているからだと言う。シミアスはそれを詳しく教えてほしいと言う。
ソクラテスはまず「本当に哲学を行っている者は、ただひたすらに死ぬこと、死んだ状態にあること以外の何ごとも実践しないし、全人生をかけて死以外の何ごとも望んで来なかったのだから、死を前に憤慨するのはおかしい」と言う。シミアスは笑いながら、「哲学者が死人同然の生き方をしていることは誰もが認めるところ」だと同意する。しかしソクラテスは、哲学者たちは自分たちが死人同然の生き方をしている意味を解っていないと言う。

#### 魂と肉体の分離・哲学者の生き様
ソクラテスは「死とは魂の肉体からの分離」であると言う。シミアスも同意する。
次にソクラテスは「哲学者は飲食・豪華衣類・装飾品を追求せず、魂に関心を持ち、できるだけ魂を肉体の交わりから解放する者であり、それゆえに多くの人々に肉体的快楽を味わわない死人同然の者だとみなされている」「知恵の探求・獲得において、頼りになるのは思考のみであり、肉体の諸感覚は役に立たないどころか邪魔になるので、哲学者の魂は肉体を最高度に侮蔑し、そこから逃亡し、自分自身だけになろうと努力する」「正義・美・善や物事の本質、真実在は、不純で邪魔な肉体的感覚を排除して、純粋な思惟のみで追求されるべきものである」と指摘する。シミアスも同意する。
ソクラテスは以上のことから、真正の哲学者は「生きている間は知恵を獲得できないし、生きている間はできるだけ肉体と交わらずその本性に汚染されずに、清浄な状態のまま神が我々を解放する時を待つ」ことを考えるし、そうした「魂を肉体からできるだけ切り離し、魂を自分自身として凝集し単独で生きるように習慣づけること」こそが「カタルシス（浄化）」であると指摘する。シミアスも同意する。
さらにソクラテスは「真正の哲学者は死ぬ練習をしているのであり、死を恐れないし、もし死ぬ際に怒り嘆く者がいればそれは哲学者ではなく、肉体を愛する者であったことの証拠である」「快楽・苦痛・恐怖といった肉体的情念を尺度にして徳を捉えるのではなく、知恵を基準にしてはじめて勇気・節制・正義などの真実の徳が生じるのであり、それもある種の「カタルシス（浄化）」であり、知恵はその浄化を遂行するある種の秘儀である」「大昔から浄めの秘儀を成就してから冥府に至る者は神々と共に住むと言われているし、自分の考えではそれは正しく哲学した人々のことであり、自分もその仲間に加わろうとあらゆる努力をしてきた」のであり、以上が死を前にしても苦しみも嘆きもせず、冥府に対して希望を持っている理由だと述べる。

### 「魂の不死」についての問答
するとケベスは、「魂は肉体と分離されると滅びてなくなり、どこにも存在しなくなる」と考える人々もいるので、「魂が存続し、何らかの力と知恵を持ち続ける」ことの説得・証明が必要だと指摘する。ソクラテスも同意して、「魂の不死」についての議論を開始する。

#### 反対物の相互循環的生成による証明
ソクラテスはケベスにまず、美・醜、正・不正、分離・結合、冷・熱のように、反対物は相互に生成し合う関係にあり、生・死も同様だと述べる。
死者は生者から生まれ、生者は死者から生まれるという循環がなく、一方通行的なものであれば、やがて万物は死んでしまうことになると指摘する。

#### 想起説による証明
続いてケベスが、ソクラテスがよく話す想起説もまた、魂が人間に入る前に存在していたことの証明になるのではないかと指摘する。シミアスがそれがどんなものか思い出させてほしいと頼むと、ケベスは「人々は上手に質問されれば、どんなことについても、その真実を自力で言うことができる」ことであり、幾何学の図形などを用いれば、それはこの上なく明らかに証明できると言う（『メノン』参照）。
続いてソクラテスがシミアスに、我々が等しい石材や等しい木材を見て「等しさそのもの」を想起したり、「等しさそのもの」と比べて石材・木材の等しさなどが「不足している」と感じるのは、感覚を働かせる以前、生まれる以前に「等しさそのもの」が何であるかという知識をどこかで得ていたからだと指摘する。そしてその知識を生まれる時に失い、後から感覚・知覚を機縁としてそれを再発見・再把握するのが想起であり、そうした知識の原因である「実在」と我々の魂は、共に我々が生まれる前から存在していなくてはならないと指摘する。
シミアスは納得するが、すると今度はケベスが「生まれる前に魂が存在したこと」を証明しただけではまだ半分であり、「死後にも魂が存在すること」も証明しなくてはならないと指摘する。ソクラテスはこの想起説による証明と、先の生者・死者の相互循環的生成の証明を結びつければ、それも既に証明されているとしつつも、シミアスとケベスはこの「魂の不死」についての議論をもっと徹底的に調べたいのだろうと指摘し、ケベスも同意する。

#### 同一性・非合成的であることによる証明
ソクラテスは「合成されて出来たものは同じ仕方で分解されるが、非合成的なものは分解されない」「自己同一を保つものは非合成的で、自己同一を保たないものが合成的」であると指摘する。ケベスも同意する。
続いてソクラテスは、先の議論に出てきた「等しさそのもの」「美そのもの」などは自己同一を保つ単一の形相であり、他方の「美しい人間」「美しい馬」「美しい上衣」などの具体物は自己同一を保たないこと、そして後者は感覚で捉えられるが前者は思惟でしか捉えることができないこと、「魂」は前者であり「肉体」は後者であること、「魂」は神的・支配的な性格を持ち「肉体」は奴隷的・被支配的な性格であること、それゆえに「肉体」は分解されても「魂」は分解されないことを指摘する。ケベスも同意する。
そしてソクラテスは、「魂」が純粋な姿で「肉体」を離れたならば、自分に似た神的なもの・不死なものの方へと去っていき、真実に神々と共に過ごし幸福になるのであり、逆に「肉体」的な欲望・快楽に囚われた「魂」は純粋な姿では解放されず、墓碑・墳墓の周りをうろつき、やがて自分たちの性格に合ったロバのような獣の種族や狼・タカ・トビのような種族の中へと入っていくことになると指摘する。また習慣・訓練によって公共の徳を実践してきた人々の「魂」はミツバチ・スズメバチ・アリのような種族や同じ人間の種族へと生まれるが、神々の種族の仲間入りができるのは哲学を行って全く浄らかになって去る者のみであること、また哲学者の「魂」は「肉体・感覚」の牢獄に縛られその最大の協力者へとされていることを見抜きそこから退いて独立し「感覚が与えるものが真実である」と思い込まされる「究極の悪」をこうむるのを避けるのであり、そのように生きていれば神的なものの元へと到達できるし何も恐れることはないと指摘する。

#### シミアス・ケベスによる反論
長い沈黙が続く中、シミアスとケベスが2人だけで小声で話しているのを見て、ソクラテスは疑問があるなら尻込みせず言ってほしいと言う。シミアスは、2人はそれぞれ別に疑問を持っており、ソクラテスにそれに答えてもらいたいと望んでいるが、この不幸のさなかにおいてはそれは不愉快であり迷惑になりはしないかためらっていたと答える。ソクラテスは笑いながら、アポローンの召使いである白鳥が死を前にして神の身元へ行けると歌い喜ぶように、自分も暗い気持ちでいるわけではないので何でも問うてほしいと言う。
促されてシミアスは、仮に「肉体」と「魂」の関係が「竪琴・弦」と「ハルモニア（調和・和音）」のような関係であり、「魂」が「肉体」の諸要素の混合・調和として成り立っているのだとしたら、「魂」はむしろ「肉体」が分解するより先に直ちに滅亡してしまうのではないかと指摘する。
続いてケベスが、「肉体」と「魂」の関係は「衣服」と「機織り職人」のようなものであり、「機織り職人」が多くの「衣服」を着潰した後に最後の「衣服」だけを残して滅びるのと同じように、「魂」も幾つもの「肉体」を着潰してから滅びるような性質のものである可能性を指摘する。
議論の先が見えず周囲が陰鬱な気分に落ち込む中、ソクラテスはいつものようにパイドンの頭を撫で、首の周りの髪にたわむれつつ、「人にとって言論を嫌うことよりも大きな災いはない」のだからと、「言論嫌い（ミソロギア）」に陥らないよう諭す。特に、「何一つ確かなものなど無い」とする相対主義者のようになってはならないと。

#### 調和説の反証（シミアスへの回答）
ソクラテスはまず、シミアスのハルモニア（調和）説と、先の想起説が矛盾する（前者は「魂」が「肉体」の後に生じ、後者は「魂」が「肉体」の前に存在している）ことを指摘し、どちらをより説得力のあるものとして選ぶか質すと、シミアスは想起説を選ぶ。
ソクラテスはさらに、調和であれ合成物であれ構成要素のあり方に依存し追随するものであり、「魂」が仮にそういうものであるならば、「善い魂」「悪い魂」といったように性質にバラつきが出たり、「魂」が「肉体」に反したり命令したりするのはおかしいと指摘する。シミアスも同意する。

#### ソクラテスの経験談

##### 自然学・アナクサゴラスへの失望
続いてケベスに関しては、ソクラテスは長い間考えた後、その問題は生成・消滅についての原因を全体的に徹底して論究することを要求している簡単ではない問題であるとして、まずはそういう事柄についての自分の経験を話すことにする。
若い頃のソクラテスは、自然についての研究に熱中していたが、「万物の原因」を求めていたので、「部分的・相対的な原因・法則性」の寄せ集めによる説明では納得できないでいた。ある時ある人にアナクサゴラスの書物に、「万物の原因」は「ヌース（理性）」であると説明されていると聞き、大喜びでその書物を手に取りできるだけ速く読んだ。しかし、アナクサゴラスは「万物の原因」を「ヌース（理性）」と言っていながら、個々の事物・現象を説明する段階になると、「空気」「アイテール」「水」など別のものに原因を帰するので、ソクラテスは大いに失望した。
こうしてソクラテスは、「可能な限り最善に配置されている万物」を可能にしている「神的な強さを持つ不死の力」「万物を結合・統合している善なるもの」、そうした「万物の原因」を、自分で発見することも他人から学ぶこともできず、「第二の航海」（次善の策）に乗り出すことになった。

##### 仮設（ヒュポテシス）法（第二の航海）
ソクラテスは「日蝕の太陽を観察して目を駄目にしてしまう人々」がいるように、「事物を感覚によって直接触れようとすると魂が盲目になってしまう」のではないかと考え、「言論（ロゴス）」の中へと逃れることにし、「美そのもの」「善そのもの」「大そのもの」といった「固有の本質」（形相）が存在するという前提を立てた（仮設した）上で、この前提に基づく言論と整合・調和するものだけを真と定め、そうでないものを真とは定めないことが、「最も安全確実な答え」だと考えるようになる。
例えば何か美しいものは、「美そのもの」を分有しているから美しいのであって、他の原因によってではない。あるものが大きい原因は「大そのもの」を分有しているからであり、数字の二が生じる原因も「二そのもの」を分有しているからである。
ソクラテスは、こうすることによって、以前言及した相対主義者たちのように議論をごた混ぜにすることを避けることができるし、整合的・調和的（無矛盾的）に前提を積み重ねて言論を構築して行きながら、「真に存在するもの」についての何かを発見していけるようになると述べる。シミアスとケベスも同意する。

#### 形相の関係性による証明（ケベスへの回答）

##### 形相間の排除関係の確認
先の「個々の「形相」が存在し、他の事物はその「形相」の性質にあずかることで、その「形相」の名によって呼ばれる」という同意事項を踏まえた上で、ソクラテスはこれに従えば、「シミアスはソクラテスより大きいが、パイドンよりは小さい」と言った場合、シミアスはソクラテスの「小」に対して「大」を持ち、パイドンの「大」に対して「小」を持つことになると指摘する。ケベスも同意する。
次にソクラテスは、「大」や「小」といった形相それ自体は、（「大かつ小」だとか「大から小」といったように）変質することなく排斥し合う関係であり、一方が迫って来れば他方は退却・滅亡する関係にあること、また「熱」と「冷」が互いに排斥し合うと同時に、それらの「形相の特徴・性質を常に持つ（必須条件・属性とする）事物」もまた、例えば「熱」を属性とする「火」は「冷」が迫ると退却・滅亡するし、「冷」を属性とする「雪」は「熱」が迫ると退却・滅亡するといったように、その排斥関係を継承しているし、「奇数」と「三」、「偶数」と「二」などにも同じことが言えると指摘する。ケベスも同意する。
そしてソクラテスは、これは「ある形相がある事物を占拠すると、その形相はその事物に自分の持つ特徴・性質のみならず、自分と反対的な形相の特徴・性質を排除する特徴・性質（「非〇〇」「不〇〇」）を持つことも強いること」であると指摘する。例えば「奇数性」に占拠されている「三」は「非偶数的」であるというように。
ソクラテスはこの「形相およびそれを属性とする事物の間の排除関係」を、先に「安全な答え」と評した「個々の事物とは別の固有の本質（形相）が存在する」という仮設（ヒュポテシス）に続く、「別の安全さ」と評し、これを前提として「魂の不死」に関する最終証明を進めていく。

##### 「魂の不死」の最終証明
ソクラテスは、先程の議論のように、「形相」を、「それを属性とする事物」に置き換えて表現していくと、「物体の内に何が生じれば「熱く」なるか」といえば「火」であり、「身体の内に何が生じれば「病気」が生じるか」といえば「発熱」であり、「数の内に何が生じれば「奇数」になるか」といえば「一」となることを指摘した上で、「身体の内に何が生じれば「生きたもの」になるか（「生」をもたらすか）」と問うと、ケベスは「魂」と答える。
続いてソクラテスが「生」の反対は何かと問うと、ケベスは「死」と答える。するとソクラテスは先の議論から、「魂」は「生」を属性とし、それ故に「不死」の性質も帯びているのであり、「魂が不死」であることは証明されたと指摘する。ケベスも同意する。
そして「不死」は「不滅」（「魂は不死であり不滅」）であることも同意した上で、ソクラテスは「魂」に「死」が迫る時は、「不滅」である「魂」は滅びず、ただ退却する（去る）のみであり、冥府において存在することになると結論付ける。ケベスおよびシミアスも同意する。

### 死後の魂と上方世界・地下世界

#### 死後の魂1
最後にソクラテスは、魂が不死であるならば、生前だけではなく未来永劫のために魂の世話をしなくてはならないし、魂が冥府に赴くにあたって持っていけるものは自身の教養と養った性格だけであり、魂にとってはできるだけ善く賢くなるしか自己救済の方法はないと述べ、言い伝えとして死後の話を始める。（これは『国家』の最後で述べられる「エルの物語」や『パイドロス』内で述べられる冥府の物語の原型とも言える物語であり、一部共通して一部相違した内容になっている。）
人が死ぬと各人に割り当てられたダイモーンがその魂を裁きの場所へと連れていき、魂は裁きを受けてから冥府へと赴き、一定期間賞罰を受けながら過ごし、再びダイモーンがこの世へ連れ戻すという周期を繰り返している。冥府への道は分岐・三叉路がたくさんある。端正な賢い魂はダイモーンの導きに素直に従うが、肉体に執着した魂は長い間肉体と目に見える世界の周りを興奮してうろつき、反抗し、痛い目に遭ってようやくダイモーンに連れ去られていく。魂が集まっているところに到着すると、罪を犯した不浄な魂は皆に避けられつつそれにふさわしい場所に連れていかれるまでそこで彷徨い、清浄・端正な魂は神々に連れられてそれにふさわしい場所に住むことになる。

#### 大地の成り立ち
続いてソクラテスは大地の説明を始める。球形の大地が宇宙の中心で均衡している。我々が住むパシス川からヘラクレスの柱の間（地中海世界）は大地のごく一部の窪地に過ぎず、その上には「真の大地」である「上方の世界」がある。それは12枚の皮で縫い合わされた鞠（まり）のように見え、色とりどりに色分けされ、美しく明るく輝いている。アイテールが空気の役割を果たし、空気が水・海の役割を果たしている。そこに育つ樹・花・実も美しく、山も石も美しく、貴金属で飾られている。多くの動物と人間が住んでいるが、気候の調和が保たれているので、彼らは長生きであり、全ての能力で我々より優れている。神々も住んでいる。
大地には多くの落ち窪みがあり、それら全ては相互に連結しており、大量の水が流れている。それら裂け目の内の1つが特別に大きくて、全大地を貫通しており、タルタロス（奈落）と呼ばれている。全ての川は波のようにここへと流れ込み、流れ出るを繰り返している。空気・風も同様である。
様々な流れの中で、4つの流れが際立っており、最も大きく大地を取り巻いて流れているのがオーケアノス。タルタロスを挟んでその反対側に流れているのがアケローンでこれは幾多の荒涼とした土地を流れて地下のアケルーシアス湖に至る。ピュリフレゲトーン（燃え盛る炎）と呼ばれる第3の河はその中間辺りで流れ出し、燃えている大きな場所へ流れ込み、水と泥で煮えたぎる地中海より大きな湖を作り、大地の中をぐるぐる巻きながらアケルーシアス湖のほとりを経て、タルタロスより下へ流れ込む。コーキュートス（悲嘆）と呼ばれる第4の河はタルタロスを挟んでその反対側に流れ出し、全体が暗青色のステュギオス（恐怖の地）と呼ばれる荒れ果てた場所に至り、ステュクス（恐怖）という名の湖を作り、さらに地中へ潜り、ピュリフレゲトーン（燃え盛る炎）と反対方向にぐるぐる巻いてアケルーシアス湖のほとりでピュリフレゲトーン（燃え盛る炎）と出会い、その反対側からタルタロスに落ち込む。

#### 死後の魂2
死者の魂はダイモーンに連れられて先に述べた場所へ到達すると、「裁きの庭」へ引き出され、普通の生を送った者たちはアケローン河から船に乗ってアケルーシアス湖へ行き、そこに住み、善悪に応じた賞罰を受ける。神殿泥棒や不正な殺人などの大罪を犯した者は、タルタロスへ投げ込まれ、決して脱出することができない。父母に乱暴を働いたが悔い改めた者や、事情があって人殺しした者は、タルタロスに落ちて1年過ごすと大波によって投げ出され、前者はピュリフレゲトーン（燃え盛る炎）、後者はコーキュートスに運ばれてアケローン河のほとりに至り、被害者を大声で呼び許しを請い、成功するまでタルタロスとの往復を繰り返す。
敬虔に生きた者は、地下の場所から解放されて自由になり、上方の世界「真の大地」に住む。特に哲学によって充分に己を浄めた人々は、以後全く肉体から離脱した生を送り、もっと美しい住まいに到達する。

ソクラテスはそういうわけで肉体的快楽や装飾品と決別し、学習に関わる快楽に熱中して節制・正義・勇気・自由・真理によって魂を飾り、冥府への旅を待っている者は、上機嫌で安心していなくてはならないと言う。
そしてソクラテスは、女たちに死体を洗う面倒をかけないために沐浴へ向かう時間だと言う。

### ソクラテスの最期
クリトンが何か言い残すことはないか問うと、ソクラテスはいつも言っている通り皆が自分たち自身を配慮し、これまでの議論に従って生きてもらうことを希望する。クリトンが埋葬方法について尋ねると、ソクラテスは今しがた議論したように死ねば魂はここを去っていくので、死体は世間の習わしに合うように埋葬してくれればいいと言う。
日暮れ近くになっており、ソクラテスは沐浴のためクリトンと共に別室に向かい、3人の息子や妻クサンティッペと話してから彼らを帰す。沐浴を終えて戻って来て座ると、刑務委員の下役がやって来て、ソクラテスの取り乱したり悪態をついたりもしない立派な態度を称賛しつつ涙ながらに別れを告げる。
ソクラテスがクリトンに毒薬（毒ニンジン）を持ってこさせるよう告げる。クリトンはまだ日が沈んでないのだから急ぐことはないと提案するが、ソクラテスは刑を少し遅らせることを儲けものだと考える生に執着した人々とは違うと引き止めを拒否する。クリトンは使いに合図をし、すり潰した毒薬（毒ニンジン）が入った盃（キュリクス）を持った死刑執行人を連れて来させる。ソクラテスは上機嫌にそれを受け取り、神々に祈りを捧げてから、平然とそれを飲み干す。
周囲の者たちが泣いて見守る中、ソクラテスは執行人の指示通り、歩き回り、足が重くなってきてから仰向けに横たわる。執行人がソクラテスの足・すね等を強く押して尋ねながら麻痺の進行具合を確認していく中、下半身から徐々に麻痺が広がり、下腹部まで来たところで、ソクラテスは顔にかけられていた覆いを自ら取り、クリトンに医術の神アスクレピオスに対して雄鶏一羽の感謝の供え物をするよう依頼する。これがソクラテスの最後の言葉となった。クリトンが他に言うことはないか聞き返すも返事はなく、しばらくして体がピクリと動いたので覆いを取ると、ソクラテスは絶命しており、クリトンがその口と目を閉じた。
最後にパイドンが、これが知りうる限り当代で最も優れた、特に知恵と正義において最も卓越した人の最期であったと締めくくる。

## 論点

### 「哲学者」と「魂 (思惟)」
本作は、死刑当日のソクラテスが、仲間に哲学者（愛知者）としての生き様・死に様、その本当の意味を説く話が柱となっている。その過程で、「魂の不死」を証明する問答が始まり、『メノン』で登場した想起（アナムネーシス）説や、本作で初めて（その成立経緯と共に）理論的に明確な形で登場するイデア論を交えながら、その論証が行われる。
哲学者（愛知者）たちは知恵の探究に没頭し、飲食・装飾品といった世俗的な贅沢には興味・関心を持たず見向きもしないため、一般人には「死人同然の生き方」をしていると思われている。しかしソクラテスは、哲学者（愛知者）たちは自分がそのような生き方をしている真義を分かっていないと言う。
ソクラテスは、哲学者（愛知者）たちがそのような生き方をしているのは、知恵の探究によって目指される「正義・美・善や真実在」といったものの把握には、思考・思惟のみが役に立ち、肉体的感覚は役に立たないどころか邪魔になるので、自ずとそれを遠ざけるようになるからだと指摘する。
そして真正の哲学者（愛知者）であれば、そんな肉体との関係を断つことができない生存中は、真の知恵を獲得できないと悟り、「死が魂と肉体を分離して、純粋な魂（思惟）のみにしてくれる時が訪れる」のを待ちながら、魂を可能な限り肉体から切り離し、単独で生きられるように習慣づけ、また死後の魂が「神々に似たもの」「神々の仲間」として神々と共に住めるように知恵を探究するといった「浄化（カタルシス）」を行いながら、死の準備・死の練習をすることになるのであり、そうであるがゆえに、死を前にしてもそれを恐れず、「ついに待ち望んでいたその時が訪れる」のだと喜んでいなくてはならないと主張する。
そこでケベスが、そうした主張をするのであれば、そうした考えの前提となっている「魂の不死」を証明しなくてはならないと指摘し、その論証のための問答が行われることになる。

### 「魂の不死」の証明
「魂の不死」の証明は、以下の手順で行われた。
まずはソクラテスによって、
- 「反対物の相互生成」 --- 「美・醜」「正・不正」「分離・結合」「冷・熱」のように、反対物は互いに一方が他方を生成し合う関係にあり、「生・死」もそうした関係にある（がゆえに、両者の生成に関係するものとして、魂は死後も存続している）。
- 「想起説」 --- 人々が幾何学などについて上手に質問されれば、知らないことでも真実に辿りつけたり（『メノン』参照）、物事の「等しさ」「不足」を感じられたりするのは、魂の中に「真実在（形相）」の記憶が眠っていて、それを想起しているから（したがって魂は、生まれる前から存在している）。
- 「同一性・非合成性」 --- 物事には「思惟でしか捉えられない自己同一的・非合成的な形相」と「感覚で捉えられる非自己同一的・合成的な具体物」があり、魂は前者、肉体は後者である（がゆえに、魂は分解されずに存続する）。

という3つの考えが提示され、「魂の不死」が主張される。
（上記の通り、既にこの時点で、上記2つ目・3つ目の「想起説」「同一性・非合成性」の中に、「真実在・形相」の概念が挿入されており、また1つ目の「反対物の相互生成」の話も、後に「形相間の排除関係や、その属性としての働き」を踏まえて再解釈されることになる内容であり、いずれの話も後で全面展開される「イデア論」とそれによる最終証明に向けての布石となっている。）
しかし、シミアスとケベスはそれでは納得せず、シミアスは、
- 魂が「肉体の諸要素の混合・調和」として成り立っている（したがって、魂は肉体と一体不可分で、肉体と共に発生し、肉体と共に消滅する）ようなものである可能性

を、ケベスは、
- 魂が「いくつかの肉体を経由した後に消滅する」（つまり、「ある程度は存続する」が、「永続的ではない」）ようなものである可能性

を、それぞれ指摘する。
ソクラテスは、前者のシミアスの説に対しては、「想起説」との矛盾や、「魂と肉体がそれほど一体的に連動していない」ことを指摘して反証する。
続いて後者のケベスの説に対しては、ソクラテスは、自然学・アナクサゴラスへの失望や相対主義への懸念から「イデア論」を生み出した経緯を説明しつつ、各「形相」は排除関係にあり、その「形相」を属性とする事物もその排除関係を継承することを確認した上で、魂は「生」を属性としているので、「死」の性質を受け入れず「不死・不滅」であると指摘する。
こうして「魂の不死」についての論証は終了した。

### 死後の「冥府」
本作では、「魂の不死」の証明に続いて、死後の魂の行き場としての「冥府」(及び「天上・地下世界」)の説明が行われる。
「冥府」に関しては、『ソクラテスの弁明』『クリトン』『ゴルギアス』といった初期対話篇でも言及されてきたが、本作から続く『パイドン』『国家《エルの物語》』『パイドロス』という一連の中期対話篇において、その詳細が述べられることになる。
『パイドン』『国家《エルの物語》』『パイドロス』の3作品では、作品が進むごとに「冥府」や「死後の魂」に関する描写・設定が詳細になっていくが、それらの内容は概要としては似通っているものの、仔細まで整合的に一致しているわけではない。
したがってプラトンは、「冥府」や「死後の魂」に関して、あらかじめ詳細な設定・内容を決めてから書いているわけではなく、ある程度のイメージは持ちつつも、作品ごとに追加内容や修正を加えながら描写していることが分かる。

### ソクラテスの「最後の言葉」
本作の末尾では、死刑の執行によって、ソクラテスが「毒ニンジン盃」をあおり、臨終する様が描かれている。そして、そんな死の間際に、ソクラテスが発した最後の言葉が、クリトンに「医術の神アスクレピオスに対して、雄鶏一羽の感謝の供物をする（借りを返す）」よう依頼する内容だったことが描かれている。
これが史実なのか、プラトンの創作なのかは、判然としない。
しかし、プラトンがどういう意図で以てこれを作品中に盛り込んでいるかで言えば、作品の内容・文脈上、「死」が「地上の生・肉体の檻」といった「哲学者（愛知者）の魂」にとっての「病」から、自分（ソクラテス）を解放してくれることに対する感謝（より直接的に言えば、そのような「死」を最も楽な形でもたらしてくれる死刑用の「毒」(ソクラテスにとっては「薬」) が存在していること、そしてそれを実際に服用して今や「病」から解放されようとしていることについての感謝 (恩/借り)）のお礼/お返しの思いを、敬神的なソクラテスが、最後にそのような形で表出したと、プラトンは表現したかったのだろうと解釈するのが、最も穏当だと言える。
（ちなみに、ジャック・デリダの脱構築で扱われたことでも知られるように、ギリシア語で「毒」を意味する語である「パルマコン」（φάρμακον）は、「毒」を意味すると同時に「薬」も意味する両義的な語であり、上記の解釈は、その両義性を (プラトンが巧妙に) 活かした (と捉える) 解釈にもなっている。）
毒ニンジン盃を飲む直前、ソクラテスは執行人に「(毒盃の)飲み物の一部を、ある神に捧げるために注ぐ（灌奠(かんてん)する）」ことが可能かを尋ね、断られており、その流れを受けてのこの最後の言葉となるので、文脈上、できなかった灌奠の代わりにクリトンに供物を頼んだこと、そして灌奠の対象はアスクレピオスであり、毒薬と関連付けられていること等が示唆されている点も、この説を補強している。
（また、本作のソクラテスの問答の冒頭でも、「死は善いことだが、自殺は善くないので、他者がそれを成してくれるのを待たねばならない」という旨をソクラテスに述べさせ、ソクラテスにとって「死刑・毒」が「善いもの・前向きなもの」であったことをわざわざ強調していることや、クセノポンの『ソクラテスの弁明』第7節にも、そうした「(自殺以外で) 最も楽に（かつ正当に）死をもたらしてくれるもの」としての「死刑・毒」についてのソクラテスの見解が書かれていること等も、この説を補強している。）
本作では、終始一貫して（一般人とはかけ離れた、ある面では正反対とも言える）「哲学者（愛知者）の特殊な死生観」が、ソクラテスによって語られるが、このソクラテスの最後の言葉は、それを締め括りつつ、その特殊性をより一層鮮やかに際立たせる効果を発揮している。

## 思想的位置付け・背景
上記の通り、本篇は、構成としても、内容としても、ピュタゴラス学派の影響がとても色濃い作品になっている。
これは、プラトンがソクラテス刑死（紀元前399年）から約10年後、40歳頃の第1回シケリア旅行にて、アルキュタスらピュタゴラス学派と交わったことが、中期の思想形成、および本篇執筆につながったことをうかがわせる。
アリストテレスも、プラトンのイデア論形成に、ピュタゴラス学派が果たした役割に言及している。

## 後世への影響
『哲学は死の練習』という言葉や、『白鳥が死の際に美しい歌を奏でるのは死が苦しみではなく至福の喜びである』といった『白鳥の歌』につながる主張がなされている。また、人間が神の所有物であるがゆえに主である神の意思を無視した自殺を否定し、霊魂が不滅であるがゆえに不遇に死した義者の霊が死後に祝福され、生前裁きを免れた悪人の霊が断罪されるという思想は、欧米のキリスト教的価値観にも影響を与えた。古代ローマ共和政時代の政治家で、ストア派の信奉者であったマルクス・ポルキウス・カト・ウティケンシスはその自刃の直前にこの『パイドン』を読み霊魂と善の不死を確認したとされる。

## 日本語訳
- 『プラトン全集〈1〉 エウテュプロン　ソクラテスの弁明・クリトン　パイドン』　
今林万里子、田中美知太郎、松永雄二訳、岩波書店、1975年 復刊2005年ほか
- 『ソークラテースの弁明・クリトーン・パイドーン』 田中美知太郎、池田美恵訳、新潮文庫、改版2005年
- 『パイドン－魂の不死について』 岩田靖夫訳、岩波文庫、1998年
- 『饗宴　パイドン』 朴一功訳、京都大学学術出版会<西洋古典叢書>、2007年
- 『パイドン－魂について』 納富信留訳、光文社古典新訳文庫、2019年